# La Guerre éternelle
Cet article concerne le roman. Pour la bande dessinée, voir La Guerre éternelle.
La Guerre éternelle (titre original en anglais : The Forever War) est un roman de science-fiction de l'écrivain américain Joe Haldeman paru en 1974 en langue originale puis publié en France en 1976.
La Guerre éternelle est un roman divisé en quatre parties, trente-six chapitres et un épilogue. Les quatre parties du roman présentent quatre phases de la vie du héros, William Mandella, tout en suivant sa progression dans la hiérarchie militaire (Soldat, Sergent-chef, Lieutenant, Commandant). Le temps du récit est double, divisé en un temps réel (tel qu'il s'écoule sur la planète Terre au méridien de Greenwich) et un temps subjectif (temps biologique raccourci par les sauts collapsars et ralenti par les voyages interstellaires effectués à une vitesse proche de celle de la lumière). Cette double échelle temporelle permet d'une part à l'auteur d'étaler le récit de la guerre sur 1 146 ans terrestres (entre 1997 et 3143), tout en ménageant l'âge de son héros qui termine le roman à l'âge subjectif de 32 ans. Le titre fait écho à la durée de la guerre, interminablement prolongée par les distorsions temporelles.
Il existe deux versions de l'œuvre, la première version parue d'abord dans la revue Analog Magazine puis publiée en livre en 1974 en langue originale et publiée en France en 1976, ne comporte que trente-quatre chapitres et un épilogue. La seconde version comporte trente-six chapitres et un épilogue, et est parue pour la première fois en 1991 en anglais. C'est pourtant cette dernière version qui est la version originale de l'auteur, en effet le rédacteur en chef de l'Analog Magazine, Ben Nova, trouvait le deuxième chapitre beaucoup trop déprimant pour ses lecteurs et demanda donc à Joe Haldeman de le réécrire de façon un peu plus positive ce qui donna la version de 1974.

## Présentation de l'œuvre

### Style
Le style de Joe Haldeman se caractérise par une attention toute particulière apportée aux détails techniques et psychologiques qui caractérisent la vie militaire. Ces descriptions précises sont agrémentées de nombreux commentaires pleins d'humour, de sarcasmes ou d'ironie, menés par un héros décalé, un « pacifiste raté », qui porte un regard très critique sur son expérience en tant que soldat. C'est le style propre aux mémoires ou à l'autobiographie fictive qui permet à l'auteur de donner un ton si personnel et si proche du vécu individuel à son roman.

### Genre
La Guerre éternelle appartient au genre de la science-fiction militaire avec pour corollaires tous les traits distinctifs du space opera et du planet opera. Le récit, écrit à la première personne par un soldat qui fait part de son expérience militaire, est mené de bout en bout sur un ton à la fois humoristique et corrosif. Joe Haldeman joue ainsi sur la distance critique que lui permet l'invention d'un personnage profondément pacifiste qui gravit peu à peu tous les échelons de la hiérarchie militaire en subissant plus ou moins son sort. 
Si le roman peut être considéré comme un véritable manifeste contre la guerre, l'auteur a cependant lui-même précisé qu'il n'avait pas écrit un roman foncièrement antimilitariste : « [...] La Guerre éternelle est beaucoup plus un ouvrage dénonçant la guerre qu'un roman antimilitariste. Je suis contre la guerre, pas contre les soldats. Bien sûr, j'ai pu être dur pour une classe particulière de militaires, les officiers. Personne ne s'en est jamais plaint. »

### Situation dans l'histoire du genre
Au sein du genre particulier que représente la science-fiction militaire, le roman de Joe Haldeman a parfois été considéré comme une réponse au récit militariste de Robert A. Heinlein intitulé Étoiles, garde-à-vous ! paru en 1959. Joe Haldeman n'a cependant jamais confirmé cette interprétation.
Avec La Guerre éternelle, à la fois travail de deuil et récit de mémoire, Joe Haldeman réalise pour la guerre du Viêt Nam ce que Kurt Vonnegut Jr et Walter M. Miller Jr avaient déjà réalisé pour la Seconde Guerre mondiale avec, respectivement, Abattoir 5 (1969) et Un cantique pour Leibowitz (1960).

### Cycle
La Guerre éternelle de Joe Haldeman ouvre en 1974 un cycle qui se poursuivra plus d'une décennie plus tard avec deux romans et une nouvelle. La Paix éternelle (The Forever Peace, 1997), parue vingt-trois ans plus tard, est encore à classer dans la science-fiction militaire, mais n'a pas de liens particuliers avec le premier roman et peut se lire indépendamment. En revanche, la nouvelle Une guerre à part (A Separate War, 1998) et le roman La Liberté éternelle (Forever Free, 1999) racontent la suite des aventures des deux personnages principaux de La Guerre éternelle, William Mandella et Marygay Potter.

## Résumé

### Univers
Les humains maîtrisent le saut collapsar qui utilise le phénomène des trous de ver pour accélérer les voyages interstellaires. Aux abords de chaque collapsar est aménagée une planète-portail qui en garde l'accès stratégique. Les vaisseaux spatiaux voyagent à des vitesses proches de la lumière et subissent des accélérations énormes, ce qui oblige les humains à s'installer dans des cocons de protection, en état de biostase. Pendant ce temps, un ordinateur logistique prend en charge la navigation du vaisseau.
En 2024,
- version de 1974 la Terre est peuplée d'un tiers d'homosexuels et de 50 % de chômeurs. Après les émeutes de 2004, les villes sont d'immenses bâtiments monoblocs articulés autour de nombreux ascenseurs et trottoirs roulants. Grâce aux progrès technologiques, la faim n'existe plus et la criminalité a été éradiquée. La psychométrie détecte les criminels potentiels à l'âge de 6 ans et les soumet à un traitement correctif efficace. Les grands criminels se voient imprimer une nouvelle personnalité et sont réabsorbés par la société. Beaucoup de sans emploi, entretenus par l'État, se consacrent à des activités artistiques ou littéraires. La mode masculine a changé. Les hommes portent une blouse à col droit ajustée, une courte cape, une large ceinture brillante et une dague-bijou au côté, un pantalon large à grands plis serrés dans les bottes. La surpopulation a obligé les autorités à faire vivre plusieurs familles dans un même logement et à interdire en partie l'accès à la propriété privée. Le Conseil eugénique commence à parler de l'homosexualité universelle comme solution aux problèmes de surpopulation. À 70 ans, chaque citoyen reçoit sa qualification pour le Système universel de Sécurité médicale en fonction de son importance pour la société.
- version de 1991 la Terre est peuplée de neuf milliards d'habitants dont un tiers d'homosexuels et d'environ cinq à six milliards de chômeurs. En 2007, des catastrophes climatiques ont causé un manque de nourriture. L'ONU est intervenue pour prendre en charge la gestion de la nourriture via un système de rationnement strict. Un marché noir s'est développé qui a débouché sur une guerre, baptisée Guerre des Rations, réduisant la population mondiale à 4 milliards. L'ONU réussit à reprendre le contrôle l'année suivante, en gardant un système de rationnement mais beaucoup moins strict. De plus l'ONU encourage une agriculture de subsistance qui n'est pas rationnée. La population a donc migré en majorité à la campagne dans des fermes chapeautées par l'ONU. Cette agriculture encourageant la natalité la population est repartie à la hausse. À cause de la multiplication des fermes, très peu de territoires sauvages sont encore présents, seuls les endroits où rien ne pousse restent à l'état sauvage. De plus ces fermes sont souvent pillées. La criminalité étant extrêmement élevée, il est conseillé d'avoir un garde du corps ou à défaut de quoi se défendre. Le monde a désormais une monnaie unique, les calories. À titre de conversion, trente-deux mille dollars correspondent à environ trois milliards de calories ou trois millions de K (kilocalories). La population fait tout pour gruger le gouvernement pour glaner quelques K supplémentaires, les emplois étant gérés par le gouvernement au compte-gouttes, pour contrecarrer ça, la population utilise un système de sous-contrats pour trouver un travail. Une personne travaillant officiellement propose via un intermédiaire nommé Dealer des plages horaires où elle laisse son poste à quelqu'un d'autre. Le Dealer embauche à son tour des demandeurs d'emploi pour combler les plages horaires, mais cette pratique étant illégale, elle peut s'avérer dangereuse, condamnant les Dealers qui se font prendre à un effaçage de cerveau. À 70 ans, chaque citoyen reçoit sa qualification pour le Système universel de Sécurité médicale en fonction de son importance pour la société.

En 2458, la population de la Terre est maintenue en dessous du milliard d'êtres humains par une politique d'éducation strictement homosexuelle et le remplacement de chaque individu décédé par un enfant artificiellement vivifié. Les nouveau-nés sont élevés dans des crèches jusqu'à l'âge de 12 ou 13 ans et ne reçoivent la visite que d'enseignants ou de psychiatres. À la sortie de la crèche, ils se choisissent un prénom et deviennent adultes stagiaires. À 20 ans, ils sont appelés à l'Armée d'exploration des Nations unies (AENU) pour travailler cinq ans dans un bureau. L'élite est ensuite entraînée au combat. Les Terriens sont très uniformes du point de vue morphologique et correspondent globalement au type polynésien.
En 3138, les humains sont tous des clones d'un homme dénommé Larry Kahn, ancien caporal de l'armée terrienne. La Terre compte 10 milliards de clones et chaque clone qui meurt est remplacé. Les clones masculins s'appellent tous Homme et les clones féminins Homme -la Femme. Il n'y a plus de système économique, ni de monnaie. Seule la planète Majeur abrite encore quelques humains qui procréent par voies naturelles et constituent une sorte de réserve humaine à l'échelle galactique.

### Personnages principaux
Les personnages suivants sont classés dans l'ordre patronymique alphabétique :
- Diane Alsever, médecin de l'unité du commandant Mandella ;
- Antopol, commandant de bord du Masaryk II ;
- Bon, surnom de Dougelstein, instructeur militaire, surnommé « bon » car il répète souvent « bon ! » dans ses phrases ;
- Général Bostford, commandant de la base Stargate en 2023 ;
- Bovanovitch, membre féminin de la section qui meurt en manœuvres sur la planète Charon ;
- Chavez, réparateur de scaphandres de combat, en mission sur la planète d'Epsilon ;
- Sergent-chef Octavio Cortez, vétéran défiguré, adjoint du Capitaine Shermann Stott, ancien soldat de la guerre du Viêt Nam, membre des Gardes Internationaux des Nations unies ;
- Docteur Foster, médecin homosexuel qui soigne William Mandella et Marygay Potter de leurs amputations ;
- Graubard, soldat qui invective et agresse le commandant Mandella ;
- Estelle Harmony, médecin à bord de l'Anniversaire ;
- Lieutenant Hilleboe, second officier subalterne du commandant Mandella ;
- Caporal Ho, responsable du Nécessaire Vital sur la planète Charon ;
- Hollister, soldat doué de capacités extra-sensorielles, en mission sur la planète d'Epsilon ;
- Jones, médecin de section sur la planète Charon ;
- Jack Kynock, officier d'orientation temporelle sur Ciel ;
- Lucky, en mission sur la planète d'Epsilon ;
- Michael Mandella, frère de William, en poste sur la Lune ;
- William Mandella, est né en 1975, diplômé de physique, il voulait continuer par une licence avant la conscription ;
- Général Gary Manker, chef de l'AENU, l'Armée d'exploration des Nations unies ;
- Sean McCoy, membre féminin de la section de William Mandella ;
- Capitaine Charlie Moore, officier des détails du commandant Mandella ;
- Général Yakubu Ojukwu, officier chargé de l'accueil des vétérans de la guerre contre les Taurans en 2024 ;
- Petrov, membre de la 1re compagnie de William ;
- Marygay Potter, chef de section sur Charon et petite-amie de William Mandella ;
- Lieutenant Qixana, capitaine du vaisseau l'Espoir de la Terre ;
- Rhine, membre de la mission sur Epsilon doté d'une forte perception extra-sensorielle ;
- Sous-lieutenant Riland, officier d'armurerie du commandant Mandella ;
- Rogers, première petite-amie de William, diplômée de biologie ;
- Sanchez, mécanicien-armurier sur la planète Charon ;
- Santesteban, chef de section du lieutenant Mandella ;
- Singer, soldat dont le scaphandre est défectueux. Il est sauvé par Mandella sur Charon ;
- Adjudant Siri, sous-officier de Stargate rentré récemment de la planète Terre (2023) ;
- Capitaine Shermann Stott, vétéran, commandant de la première force d'intervention, membre des Gardes Internationaux des Nations unies. Ancien militaire de la guerre du Viêt Nam. Il porte un automatique Army modèle 1911 calibre 45 ;
- Theodopolis, opérateur-radio lors de la mission sur la planète d'Epsilon ;
- Caporal Valdez, sous-officier conseiller sexologue pour hommes du commandant Mandella ;
- Lieutenant Williamson, responsable de la base sur Stargate-1 ;
- Docteur Wilson, médecin-chef, membre de la mission la planète d'Epsilon ;

### Chronologie des événements

#### Soldat Mandella
En 1997, William Mandella, diplômé de physique, est recruté par l'AENU à la suite de l'Acte de conscription des élites pour participer à la guerre contre les Taurans, une race extraterrestre qui a semble-t-il détruit de nombreux vaisseaux terriens, mais que personne n'a jamais vue. Mandella et sa section sont en manœuvre dans le froid et la neige du Missouri, avant d'être envoyés sur la planète Charon, dernière phase d'un entraînement militaire à très basses températures. Mandella fait la connaissance des deux officiers-instructeurs, le capitaine Shermann Stott et le sergent-chef Octavio Cortez, et découvre son nouveau scaphandre de combat avec la capacité waldo qui décuple la force de ses bras et de ses jambes. Lors des manœuvres d'entraînement, Mandella et sa section doivent établir une base, monter des bâtiments et se défendre contre des attaques d'ennemis-robots. Bilan des opérations : douze membres de la section décédés et quelques brûlures au niveau des yeux pour Mandella. Lors de la seconde phase d'entraînement, Mandella est nommé caporal et dirige une section de dix hommes. Il réussit à sauver la vie de Singer dont le scaphandre est défectueux, mais trois de ses hommes meurent pendant une attaque robotique surprise. À la fin de leur entraînement, le groupe monte à bord de L'Espoir de la Terre pour rejoindre la planète-portail Stargate-1, dont la base est dirigée par le lieutenant Williamson. De là, ils repartent en mission réelle pour une planète d'Epsilon tenue par les Taurans. Objectifs de la mission : attaquer la base, épargner les installations et faire un prisonnier. Après avoir passé tout leur entraînement sur des planètes glaciaires, les membres de la section se retrouvent en opération sur une planète où la température de l'air frise les 80 °C. Les soldats rencontrent d'étranges animaux télépathes à l'air inoffensif, mais les officiers leur ordonnent de tous les tuer. Comme personne ne sait à quoi ressemble l'ennemi, tout être vivant est par principe suspect. Pendant l'un de ses tours de garde, William Mandella aperçoit pour la première fois un Tauran qui survole le campement. Lorsque les troupes terriennes arrivent à la base ennemie, le sergent-chef Cortez demande aux soldats de ne faire qu'un seul prisonnier. Pour avoir osé faire une remarque visant à épargner l'ennemi, Marygay Potter est relevée de ses fonctions de commandement. Cortez déclenche une procédure de postsuggestion hypnotique et tous ses hommes éprouvent alors une haine féroce et massacrent les Taurans qui se défendent à peine, semblant ignorer l'existence même du combat au corps à corps. Lorsque la contrainte hypnotique s'arrête, les soldats se retrouvent dans un état d'hébétude et de dégoût sur une plaine jonchée de cadavres ennemis, certains en perdent la raison.

#### Sergent-chef Mandella. 2007-2024
Le déroulement de cette partie est la même entre les deux versions mais les péripéties et l'état de la Terre est bien différent. Dans la version 1974, le ton adopté était plutôt optimiste, à la limite de l'utopie. A contrario la version 1991 qui était celle prévue à l'origine par l'auteur est beaucoup plus sombre.
- Version 1974. Alors que William Mandella assiste à une réunion sur l'ambiance exécrable qui règne à bord de l'Anniversaire, le vaisseau terrien est pris en chasse par un astronef tauran et tout l'équipage doit regagner les coquilles d'accélération pour supporter l'écrasement dû à la manœuvre d'évitement du vaisseau. Mais pendant les opérations, l'astronef est touché, l'armurerie détruite et la section 3 n'a pas survécu. Marygay Potter est également blessée à cause d'un défaut dans sa coquille. Couverte de sang, elle est soignée en urgence par la docteure Estelle Harmony. Les avaries contraignent le commandant à suspendre la mission offensive contre une base taurane et à rediriger le vaisseau vers la base Stargate où le vaisseau arrive en 2023, temps de Greenwich. Les troupes sont accueillies par le général Bostford qui essaie de les convaincre de se réengager dans l'armée, alors que nombre de soldats sont arrivés au terme de leur contrat de deux ans subjectifs. L'adjudant Siri leur explique que l'homosexualité est encouragée à l'échelle mondiale pour aider au contrôle des naissances et que la moitié de la population mondiale est inactive. William Mandella et Marygay Potter sont pourtant fermement décidés à quitter l'armée et rentrent sur Terre à bord de L'Espoir de la Terre II. Lorsqu'ils débarquent sur Terre, les soldats sont fêtés en héros de l'humanité et conviés par le général Yakubu Ojukwu à une grande assemblée au siège des Nations unies à Genève. William profite de la journée pour rendre visite à son frère Michael et à sa mère malade. Son frère lui apprend que l'armée a la mainmise sur les agences pour l'emploi et que l'AENU fera tout pour obliger les vétérans à signer un nouvel engagement. Le soir de l'assemblée, les vétérans sont accueillis par le chef de l'AENU en personne, le général Gary Manker. Le lendemain William Mandella se fait interviewer par les médias qui déforment ensuite son intervention dans le sens utile aux autorités. Bientôt convaincus qu'ils n'ont pas leur place sur Terre, William et Marygay décident de signer un nouveau contrat avec l'armée avec garantie d'obtenir l'affectation demandée. Ils s'envolent ensuite pour la Lune qu'ils ont choisi comme base pour leur nouvelle vie. Mais une directive d'urgence les remobilise pour une mission cruciale à partir de Stargate.

- Version 1991 (Original). Alors que William Mandella assiste à une réunion sur l'ambiance exécrable qui règne à bord de l'Aniversary, le vaisseau terrien est pris en chasse par un astronef tauran et tout l'équipage doit regagner les coquilles d'accélération pour supporter l'écrasement dû à la manœuvre d'évitement du vaisseau. Mais pendant les opérations, l'astronef est touché, l'armurerie détruite et la section 3 n'a pas survécu. Marygay Potter est également blessée à cause d'un défaut dans sa coquille. Couverte de sang, elle est soignée en urgence par la docteure Estelle Harmony. Les avaries contraignent le commandant à suspendre la mission offensive contre une base taurane et à rediriger le vaisseau vers la base Stargate où le vaisseau arrive en 2023, temps de Greenwich. Les troupes sont accueillies par le général Bostford qui essaie de les convaincre de se réengager dans l'armée, alors que nombre de soldats sont arrivés au terme de leur contrat de deux ans subjectifs. L'adjudant Siri leur explique que l'homosexualité est encouragée à l'échelle mondiale pour aider au contrôle des naissances, que la population mondial avoisine les neuf milliards et que plus de la moitié sont au chômage. L'adjudant détaille ensuite la Guerre des Rations qui a eu lieu en 2007 à la suite d'une famine mondiale. En conséquence, la gestion de la nourriture est du fait de l'ONU et le monde utilise désormais une monnaie unique, les calories. Puis au terme de la présentation, le reste de l'escouade de William retourne sur terre à bord de l'Aniversary. Lorsqu'ils débarquent sur Terre, les soldats sont considérés comme des célébrités au vu de leur statut de premier vétéran à rentrer de la guerre et passent une semaine à participer à divers galas et autres évènements. William décide ensuite de rentrer à Washington chez sa mère, son père étant mort des suites d'un accident. Cette dernière lui apprend que la criminalité et les violences sont extrêmement hautes, qu'il vaut mieux donc avoir un garde du corps et également qu'il n'y a plus d'annonce d'emploi disponible, le gouvernement se chargeant de distribuer les emplois aux compte-gouttes. Pour trouver un emploi une majorité de la population travaille au noir via des sous-contrat organisé par des personnes spécifique nommé Dealer. Le lendemain William décide d'aller trouver un Dealer mais avant de se rendre à son rendez-vous, ne voulant pas un garde du corps, il se rend dans une armurerie pour s'acheter de quoi se défendre. En rentrant chez lui après son rendez vous avec le Dealer, Marygay reprend contact avec lui. Ils décident de partir faire un tour du monde en dirigeable. À Londres, après avoir fait du tourisme, William et Marygay sont témoins d'une scène de viol collectif, William intervient et tue un des violeurs. Après avoir été interrogé par la police, William est relâché et ils décident de stopper leur tour du monde. Une fois arrivé aux États-Unis, William et Marygay se séparent et rentrent chacun de leur côté. William en arrivant chez sa mère fait la connaissance de la colocataire (et accessoirement amante) de cette dernière, Rhonda Wilder. Pour éviter d'empiéter sur leur vie il décide de partir immédiatement rejoindre Marygay dans le Dakota du Sud. William fait la connaissance des parents de Marygay et de comment fonctionnent les fermes communautaires puis se laisse séduire par cette nouvelle vie. Mais la ferme se retrouve attaqué par des cagoulards (synonyme de voleur) et les parents de Marygay sont tués. William et Marygay repartent donc vers Washington pour retourner chez la mère de Willam, mais ils la trouve gravement malade et elle décédera quatre jours plus tard. William prend contact avec son frère Mike qui est stationné sur la Lune pour lui annoncer la nouvelle. Mike convainc son frère et Marygay de le rejoindre sur la Lune. William et Marygay décident donc de signer un nouveau contrat avec l'armée avec garantie d'obtenir l'affectation demandée. Ils s'envolent ensuite pour la Lune mais une fois arrivés sur place, une directive d'urgence les remobilise pour une mission cruciale à partir de Stargate.

#### Lieutenant Mandella. 2024-2389
Placé sous les ordres du commandant Cortez, William Mandella est désormais lieutenant d'une section composée de soldats en majorité homosexuels. Lorsque les navettes de transport de troupes approchent la petite planète sans nom qui sert de base aux Taurans, elles sont attaquées et s'écrasent au sol. William Mandella a les jambes broyées par les poutrelles du vaisseau déchiqueté. Sa combinaison de combat automatisée lui sectionne alors les jambes pour sauver le reste de ses organes, cautérise les moignons et lui injecte un puissant antalgique. Il se réveille quelque temps plus tard dans un hôpital de la planète Seul aux côtés de Marygay qui a perdu un bras lors de l'attaque. Tous deux sont ensuite transportés en 2189 sur Ciel, une planète à l'écosystème préservé, propriété de l'AENU, pour y recevoir une prothèse métallique sur laquelle repousseront muscles et nerfs. William et Marygay se croient enfin démobilisés, mais apprennent bientôt qu'ils doivent encore trois années à l'armée. Au moment où ils se font le serment de terminer leur vie ensemble, ils reçoivent leurs lettres de mission. Marygay est nommée officier des détails dans une compagnie, tandis que William est promu commandant d'unité. William comprend à ce moment précis que les différences temporelles cumulées au cours de leurs missions respectives ne leur laisseront que peu de chance de terminer leur vie ensemble.

#### Commandant Mandella. 2458-3143
Avant de prendre ses nouvelles fonctions, William Mandella est amené sur Stargate pour y suivre un stage « Instruction et éducation ». Il est plongé dans un bain de fluorocarbone oxygéné et relié par des électrodes à un ordinateur simulateur de vie accélérée (OSVA). Sa formation lui permet de revivre toutes les grandes batailles historiques, tandis que l'ordinateur déverse dans son esprit toutes les grandes théories militaires, dont celle de Clausewitz. Lorsque William Mandella parle à l'officier Jack Kynock de ses doutes sur ses capacités d'officier, celui-ci lui répond que sa plus grande qualité est d'avoir survécu à toutes les batailles précédentes. Mandella rejoint bientôt son unité, la force d'intervention Gamma, exclusivement composée de soldats homosexuels. L'unité est transportée par le Masaryk II, un vaisseau long d'un kilomètre, sur une planète-portail située aux abords du collapsar le plus éloigné de la Terre afin d'y construire une base terrienne. Sur cette planète froide et inhospitalière du Nuage de Magellan, les soldats achèvent la base et sa défense anti-aérienne en quatre semaines. Le commandant Mandella doit ensuite faire face à un trafic d'alcool frelaté et à la violence du soldat Graubard qui tente de le tuer en pleine réunion publique. Mais plus d'un an après l'arrivée de l'unité sur la planète, deux vaisseaux taurans font leur apparition dans le ciel de la planète. Le Masaryk II engage le combat et se fait détruire par l'ennemi. Les vaisseaux taurans s'approchent alors de la base terrienne et déploient leurs nombreuses troupes au sol tout en lançant des bombes tachyons. Mandella envoient des soldats dans les tranchées de défense de la base, tandis que les autres rejoignent les bâtiments souterrains de la base. Mais Mandella comprend bientôt la stratégie inattendue des Taurans et ordonne à tous ses hommes de quitter les souterrains. Les survivants en combinaison de combat se réfugient en dernier ressort sous un champ de stase portatif qui les protège de toute attaque nucléaire extérieure. Encerclés par les Taurans, les soldats se munissent alors d'arcs, de flèches, de boucliers, de glaives et repoussent plusieurs vagues d'assaut ennemi. Le Commandant Mandella ordonne d'armer une bombe nova, de la poser sur le sol et de déplacer de quelques mètres le champ de stase. Lorsque la bombe explose, les Taurans sont exterminés, sans préjudice pour les troupes terriennes. Les survivants sont ensuite rapatriés à bord de grands vaisseaux spatiaux sur Stargate où ils arrivent en 3138. Mandella est surpris de constater que tous les habitants de Stargate se ressemblent, hommes et femmes. Il apprend alors que la guerre est terminée depuis deux cents ans, que les humains sont tous des clones. Lorsqu'il reçoit son dossier d'état de service, il trouve une lettre de Marygay qui dit qu'elle l'attend sur Majeur, une réserve naturelle pour humains hétérosexuels, à bord d'une navette relativiste.

#### Épilogue 3143
William Mandella et Marygay Potter-Mandella donnent naissance à un petit garçon sur la planète Majeur.

## Commentaires

### Autobiographie et guerre du Viêt Nam
Dans la préface à l'adaptation en bande dessinée de son roman, Joe Haldeman répond à la question « Pourquoi j'ai écrit La Guerre éternelle ». L'auteur y raconte sa conscription pour la Guerre du Viêt Nam, son arrivée sur le terrain en 1968 et son évacuation sanitaire par hélicoptère en septembre de la même année. Ses blessures lui valent cinq mois d'hôpital, tandis que ses quatre compagnons sont morts au combat.
La Guerre éternelle est un roman qui s'inspire directement de l'expérience vécue de l'auteur pendant son année au Vietnam et la scène d'ouverture du roman donne immédiatement le ton. La séance d'instruction sur les « huit manières de tuer un homme silencieusement » est en effet directement tirée de la biographie de l'auteur qui assista à un cours similaire lors d'un stage d'entraînement dans le Missouri, juste avant de s'embarquer pour l'Asie. La guerre du Viêt Nam en tant qu'événement historique est d'ailleurs directement évoquée dans le roman, car la plupart des officiers-instructeurs du récit sont présentés comme des vétérans.
Il semble donc juste d'affirmer avec Jacques Sadoul que le roman de Joe Haldeman est une « allégorie de la guerre du Viêt Nam et de son horreur absurde ».
Autre élément autobiographique marquant, Joe Haldeman a donné à l'un des personnages principaux de son roman le nom de jeune fille de son épouse, Marygay Potter. Il est également vraisemblable que le nom de son héros, « Mandella » est une déformation de son propre nom de famille[réf. nécessaire].

### Manipulations militaires
Si Joe Haldeman évoque au cours de son roman quelques grandes batailles de l'histoire militaire comme la bataille de Điện Biên Phủ ou celle d'Hastings, des factions politiques comme le POUM de la Guerre d'Espagne ou les écrits théoriques de Carl von Clausewitz, son roman se focalise surtout sur le problème des manipulations militaires, ces méthodes employées par l'armée pour conditionner les individus et s'assurer qu'ils iront au bout de leur contrat. Joe Haldeman en propose une vision d'autant plus contrastée qu'il oppose la condition de soldat à la gigantesque machine militaire qui fonctionne au plus haut niveau de l'État. À cet égard, le roman prend parfois des accents de dystopie militaire.
Les manipulations militaires dénoncées dans le roman finissent par régir presque tous les domaines de la vie d'un soldat engagé :
- domaine psychologique : présentation de l'ennemi sous un jour monstrueux et bestial, traitement hypnotique à l'insu des soldats, création subliminale de réflexes conditionnés de type pavlovien ;
- domaine sexuel : liberté sexuelle imposée dans les dortoirs pour éviter les tensions au sein d'un groupe et rendre supportable la promiscuité ;
- domaine financier : paiement d'une grosse solde en fin de contrat, mais les périodes de repos se font en général sur une planète de l'armée où la vie est très coûteuse et la solde vite dépensée ;
- domaine social : pression sur les agences de l'emploi terriennes pour qu'elles empêchent les soldats en fin de contrat de trouver un travail civil et soient ainsi contraints à se réengager ;
- domaine militaire : promotions de grade basées sur les simples statistiques de survie des soldats concernés, manipulation des ordres de mission ;
- domaine médiatique : censure militaire sur les interviews télévisées de soldats rentrés du front, manipulation de l'information.

### Thème de la surpopulation
En abordant le thème de la surpopulation et de ses solutions eugénistes, Joe Haldeman s'inscrit dans une tradition littéraire propre à la science-fiction qui débute dans les années 1960, avec la nouvelle Soleil vert de Harry Harrison et Tous à Zanzibar de John Brunner et se poursuit dans les années 1970 avec Les Monades urbaines de Robert Silverberg ou L'Anneau-Monde de Larry Niven.
L'auteur apporte deux solutions au problème économique et social de la surpopulation en orientant sa réflexion à la fois sur les mœurs et sur la technologie. Alors que Harry Harrison transformait les personnes âgées en nourriture industrielle, que John Brunner imposait des lois génétiques strictes, que Robert Silverberg imaginait de gigantesques cités verticales et que Larry Niven proposait les loteries de la reproduction, Joe Haldeman impose aux citoyens du monde l'homosexualité universelle comme meilleur moyen naturel d'empêcher les naissances. Le système prévoit également de remplacer tout individu décédé par la « vivification » d'un nouvel individu grâce à des procédés artificiels. Sur ce dernier point, Joe Haldeman semble s'inspirer directement du roman d'Aldous Huxley, Le Meilleur des mondes, qu'il cite expressément au fil du roman.

### Chocs du futur
Au cours du roman, Joe Haldeman reprend certaines thèses du sociologue et futurologue américain Alvin Toffler exposées dans Le Choc du futur (Future Shock) en 1970. Alvin Toffler décrit une société occidentale dont les individus sont confrontés – en des laps de temps très courts – à des changements sociétaux et technologiques si rapides qu'ils n'ont pas le temps de les assimiler. Le choc du futur, c'est ce décalage de plus en plus grand entre l'individu et son environnement culturel et technique.
Joe Haldeman intègre ces idées à son roman au niveau sociologique et technologique en les combinant aux effets d'accélération temporelle induits par les vitesses relativistes de ses engins spatiaux. Les vaisseaux qui sortent des collapsars sont confrontés à des engins ennemis dont la technologie a entre-temps progressé sur plusieurs centaines d'années. Ainsi, les soldats qui sont en permission sur la planète Terre ne se reconnaissent plus dans les mœurs totalement transformées d'une époque qui n'est plus la leur. Ce sentiment de décalage avec sa propre culture est lui-même tiré de l'expérience personnelle de Joe Haldeman à son retour du Vietnam, dans une Amérique transformée par la pensée de 1968.

### Saut collapsar
Dans le roman, le « saut collapsar » désigne une technologie de voyage instantané.
En projetant un objet à une vitesse voulue sur un collapsar, il ressort en un autre point de la galaxie. L'objet suit une courbe géodésique einsteinienne comme s'il n'avait pas rencontré de collapsar et ce jusqu'à ce qu'il rencontre un autre champ collapsar où il réapparait. Le temps de déplacement est nul.
En astrophysique, un collapsar est le nom d'un modèle astrophysique décrivant la formation d'un sursaut gamma.

## Prix littéraires
La Guerre éternelle de Joe Haldeman fut récompensé à plusieurs reprises :
- Prix Nebula du meilleur roman en 1975 ;
- Prix Hugo du meilleur roman en 1976 ;
- Prix Locus du meilleur roman en 1976.

## Adaptations

### Bande dessinée
- Joe Haldeman et Marvano, La Guerre éternelle, Dupuis, 1988-89. Premier cycle, reprenant le contenu du roman éponyme. Cette version en bande dessinée a coupé toutes les allusions à la liberté sexuelle du récit original. D'abord parue en néerlandais sous le titre De Eeuwige Oorlog. La version américaine de la bande dessinée est parue en 1991.
- Un second cycle, Une autre guerre, suit la dernière partie de la guerre pour Marygay Potter dans le premier tome ; les deux tomes suivants narrent l'étrange aventure de William et Marygay Potter-Mandella, mariés et septuagénaires, face aux clones d'Humain, qui menacent d'absorber toute l'humanité, et à une force mystérieuse.

### Série télévisée
La série télévisée américaine Space 2063 (Space: Above and Beyond) s'est en partie basée sur le roman La Guerre éternelle.

## Éditions françaises
- Publications de certaines parties du roman dans la revue Analog entre 1972 et 1974 ;
- La Guerre éternelle, traduit de l'américain par Gérard Lebec avec la collaboration de Diane Brower, OPTA, coll. « Anti-mondes », no 28, 1976 ;
- La Guerre éternelle, traduit de l'américain par Gérard Lebec avec la collaboration de Diane Brower, J'ai lu, coll. « Science-fiction et fantastique », no 1769, 1985 (rééditions en 1996, 2003) ;
- La Guerre éternelle, traduit de l'américain par Patrick Imbert, J'ai lu, coll. « Nouveaux Millénaires », 2015.
- La Guerre éternelle, traduit de l'américain par Patrick Imbert, J'ai lu, coll. « Science-fiction » no 11616, 2016.
- Guerre et Paix éternelles, traduit de l'américain par Patrick Imbert, François Vidonne, Michel Pagel, Olivier Bérenval, Mnémos, coll. « Intégrales », 2021.

## Critiques spécialisées
- Critique de George W. Barlow, chez OPTA, revue Fiction no 278, 1977 ;
- Critique d'Yves Pelletier dans Carfax, no 6, 1985 ;
- Critique dans Antares, coll. « Antares (fanzine) », no 17, 1985.

Dans son Histoire de la science-fiction moderne, parue en 1984, Jacques Sadoul déclare à propos de ce roman : « Le roman de Joe Haldeman est bien sûr une allégorie de la guerre du Viêt Nam et de son horreur absurde, mais c'est surtout un grand roman de SF qui durera bien davantage que le souvenir de la péripétie historique qui l'a inspiré [...] Une œuvre d'une grande richesse. ».